# Eriksson Arena
Eriksson Arena är en ishall för bandy som ligger i skogen utanför Åby i Växjö kommun i Sverige. Arenan är på 9 400 m² (120×78 m) och har 12 m takhöjd samt är isolerad. Den har två långsidesläktare för sammanlagt 1 900 stå- och 100 sittplatser. Hallen fungerar som hemmaplan för Åby/Tjureda IF och Öjaby IS, och kostade 43 Mkr att bygga, varav 38,7 Mkr i lån från Växjö kommun.
Arenan invigdes den 13 november 2019.
Arenan fick pris som "årets arena" 2019 av tidningen Sport & Affärer.
Världsmästerskapet i bandy för damer 2022 spelades i hallen och såväl världsmästerskapet i bandy för damer 2023 som för herrar spelades där.